# Tales of the Teenage Mutant Ninja Turtles : Légendes des Tortues Ninja
Pour les personnages, voir Tortues Ninja.
Pour les articles homonymes, voir Tortues Ninja (homonymie).
Le Destin des Tortues Ninja
Tales of the Teenage Mutant Ninja Turtles : Légendes des Tortues Ninja (Tales of the Teenage Mutant Ninja Turtles) est une série d'animation américaine diffusée à partir du 9 août 2024 sur Paramount+. 
Il s'agit de la cinquième série d'animation inspirée des Tortues Ninja créées par Kevin Eastman et Peter Laird en 1984. L'histoire se déroule entre le film Ninja Turtles: Teenage Years, sorti en 2023, et sa suite prévue. La série suit les tortues dans leur double vie d'adolescents et de héros à New York.
En France, la série a été diffusée à partir du 29 septembre 2024 sur Nickelodeon.

## Distribution

### Voix originales
- Nicolas Cantu : Leonardo[1]
- Micah Abbey : Donatello[1]
- Shamon Brown Jr. : Michelangelo[1]
- Brady Noon : Raphael[1]
- Alanna Ubach : Bishop
- Ayo Edebiri : April O'Neil[1]

### Voix françaises
- Jean-Stan Du Pac : Leonardo
- Aloïs Agaësse-Mahieu : Donatello
- Kylian Trouillard : Michelangelo
- Arthur Raynal : Raphael
- Emmanuelle Rivière : Bishop
- Jaynélia Coadou : April O'Neil
- Caroline Pascal : Wingnut
- Laurent Morteau : Bernie la Brute

Version française
- Société de doublage : VSI Group (en)
- Adaptation : Sébastien Charron
- Direction artistique : Valérie Siclay et Hervé Rey

 Source et légende : version française (VF) sur RS Doublage

## Production

### Fiche technique
- Titre original : Tales of the Teenage Mutant Ninja Turtles
- Titre français : Tales of the Teenage Mutant Ninja Turtles : Légendes des Tortues Ninja
- Création : Christopher Yost, Alan Wan[3]
- Réalisation : Colin Heck
- Musique : Matt Mahaffey
- Production : Christopher Yost, Alan Wan
- Sociétés de production : Nickelodeon Animation Studio, Point Grey Pictures[2]
- Pays de production :  États-Unis
- Langue originale : anglais
- Genre : art martial, super-héros
- Nombre de saisons : 1
- Nombre d'épisodes : 12
- Durée : 21-23 minutes
- Dates de première diffusion :
  -  États-Unis : 9 aout 2024
  -  France : 29 septembre 2024

## Épisodes
1. Leonardo se bat tout seul (Leo Nardo Stands Alone)
2. Mikey fait le bon choix (Mikey Does the Right Thing)
3. Raphaël se creuse la tête (Raphael Thinks It Through)
4. Donnie ne lâche rien (Donnie Hangs Tough)
5. Bishop passe à l'action (Bishop Makes Her Move)
6. La Nuit des Méchazoïdes (Night of the Mechazoids)
7. Raph contre le déluge (Raph vs. Water)
8. Mikey prend les rênes (Mikey Takes Charge)
9. Splinter et April affrontent un poisson rouge (Splinter and April Fight a Goldfish)
10. Donnie sombre dans les limbes (Donnie Goes Deep)
11. Leonardo prend son envol (Leonardo Saddles Up)
12. La Perle (The Pearl)